# Catherine Tasca
Catherine Tasca (Lyon, 13 de dezembro de 1941), é uma produtora cultura e política francesa, ex-ministra da cultura e da comunicação, ex-deputada e ex-senadora de seu país.

## Biografia
Filiada ao Partido Socialista, Tasca fez sua carreira no plano cultural começando pela casa da cultura de Grenoble, a seguir foi uma das diretoras do Teatro Amandiers em Nanterre, entre outras funções. Entre 1988 e 1993 foi ministra de estado da Comunicação e Francofonia. Voltou a ocupar um ministério entre 2000 e 2002, quando respondeu pela pasta da Cultura.
Foi eleita para o senado em 2004 e reeleita em 2011, como representante do departamento de Yvelines, permanecendo no cargo até 2017 quando não voltou mais a se candidatar. Durante seus dois mandatos na câmara alta ela ocupou a vice-presidência e a secretaria do Senado.